# Belukha Jam
BELUKHA JAM / БЕЛУХА ДЖЕМ — музыкальный коллектив из Горного Алтая, исполняющий традиционную алтайскую музыку в современной рок-обработке.
В своих композициях используют древние тексты благопожеланий — "Алкыш", в традиционной форме, а также в современной обработке на алтайском, русском и английском языках.
Используют алтайские национальные инструменты, в том числе топшуур, шоор, окарина, варган и алтайское горловое пение, а также гитару, арфа-гитару и ряд других современных музыкальных инструментов.

## Название
Название группы происходит от названия горы Белуха (алтайские названия Уч-Сумер, Кадын-Бажы) — священной для алтайцев горы, располагающейся неподалёку от села Усть-Кокса, где родился и живёт основатель группы Алексей Чичаков. Jam на сленге музыкантов означает импровизация.

## История
Лидер и основатель группы Алексей Чичаков заинтересовался музыкой с 8-го класса школы. Он играл на гитаре, сочинял музыку, писал стихи. В старшей школе он организовал любительскую музыкальную группу. Первоначально он писал песни на русском языке, его творчество было ориентировано на западную музыку, в том числе Pink Floyd, The Beatles, Джими Хендрикса.
Всё изменилось после того, как в Усть-Коксу приехал с концертом известных исполнитель горлового пения Болот Байрышев. Алексей был воодушевлён алтайской национальной музыкой и впоследствии стал исполнять алтайские песни. Стоит отметить, шаманом и исполнителем горлового пения был прадедушка Чичакова.
В 2005 году Алексей закончил Алтайский институт искусств и культуры (АГИИК) (г. Барнаул) по специальности театральная режиссура, в этом же году была образована группа Belukha Jam.
В 2008 году был записан первый альбом, а в 2009 году состоялась его презентация. В записи альбома принял участие Болот Байрышев, группа стала принимать участие в его концертах.
Являются участниками различных российских, а также зарубежных фестивалей.

## Состав
Основателем и бессменным лидером группы является Алексей Чичаков — горловое пение, топшур, гитара, варган, флейты.
Группа имела два состава: акустический и электрический (электронный).

Акустический состав (сформировался в 2014 году)
- Алексей Чичаков
- Александр Самодум (арфа-гитара)
- Алина Батыгина (скрипка)
- Евгений Кулик (барабаны)

Электрический состав
- Алексей Чичаков
- Евгений Кулик (барабаны)
- Дмитрий Воротников (бас-гитара)
- Алина Батыгина (скрипка)
- Андрей Скляров (гитара, бас-гитара)

### Бывшие участники
- Андрей Кудрявцев — бас-гитара
- Антон Пигарев — барабаны
- Пётр Ермолаев — баян
- Олег Зенков — барабаны

## Альбомы
- «Кругом одним» (сольный альбом Алексея Чичакова) (2009)
- «Shambala» (2013)
- «33» (сольный альбом Алексея Чичакова) (2015)[6]
- «Сердце Алтая» (2016)
- «Легенды и мифы Горного-Алтая» (2017), в составе Трио Алтая — (Болот Байрышев, Тандалай Модорова, Алексей Чичаков)
- «Скифский след» (2018), в составе группы «Скифский след»

## Интересные факты
Алексей Чичаков и Александр Самодум познакомились совершенно случайно во время путешествия в горах Алтая у подножия Белухи в 2014 году, после чего последний и стал участником группы Belukha Jam. Также они выступают в качестве дуэта.